# Centaurium erythraea
Centaurium erythraea (antes Erythraea centaurium), comúnmente llamada centáurea menor, es muy utilizada en medicina.

## Distribución y hábitat
Es originaria de la zona del Mediterráneo. Tiene un olor suave y característico que se pierde cuando la planta es desecada. Crece en zonas secas y suelos pobres, al lado de los caminos o en los claros de los bosques.

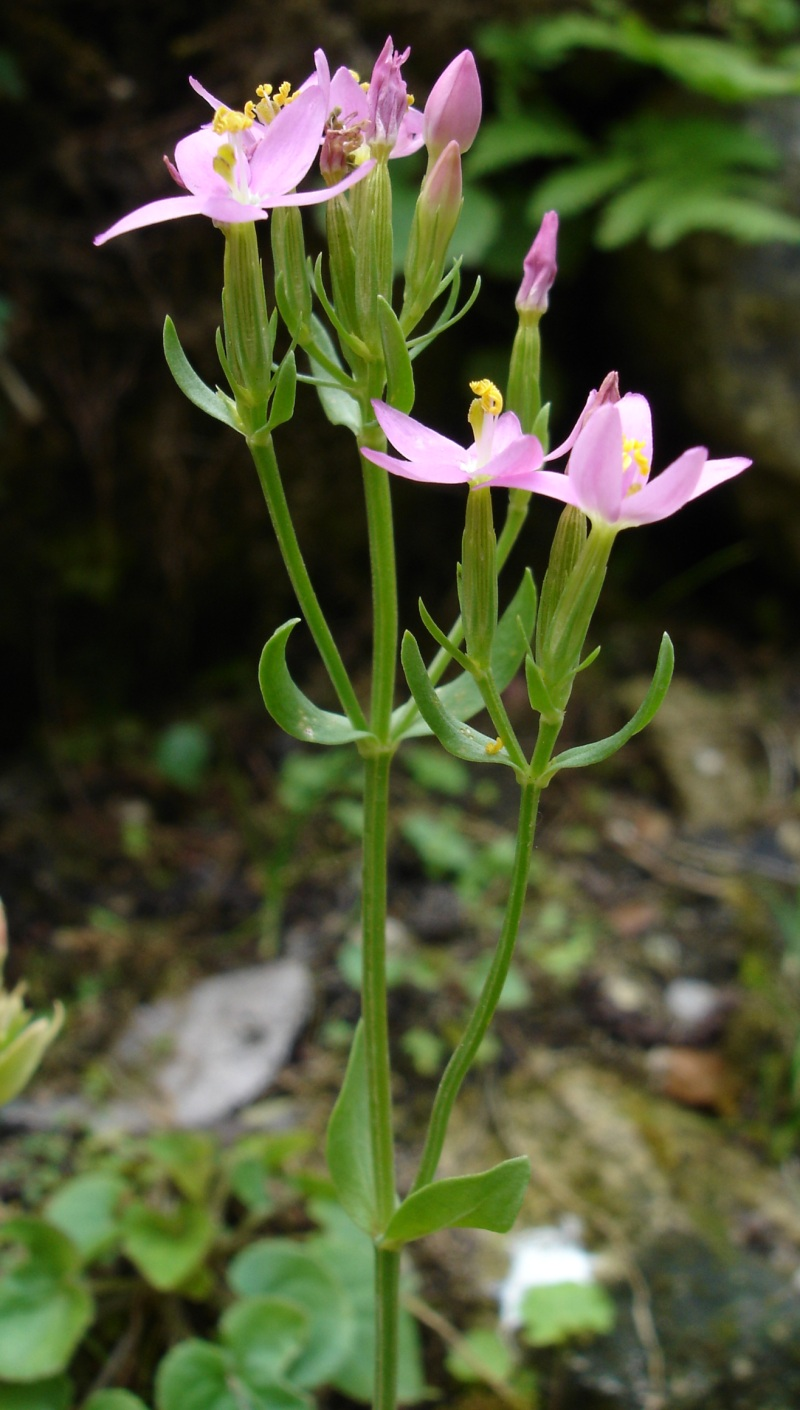
Detalle flores.

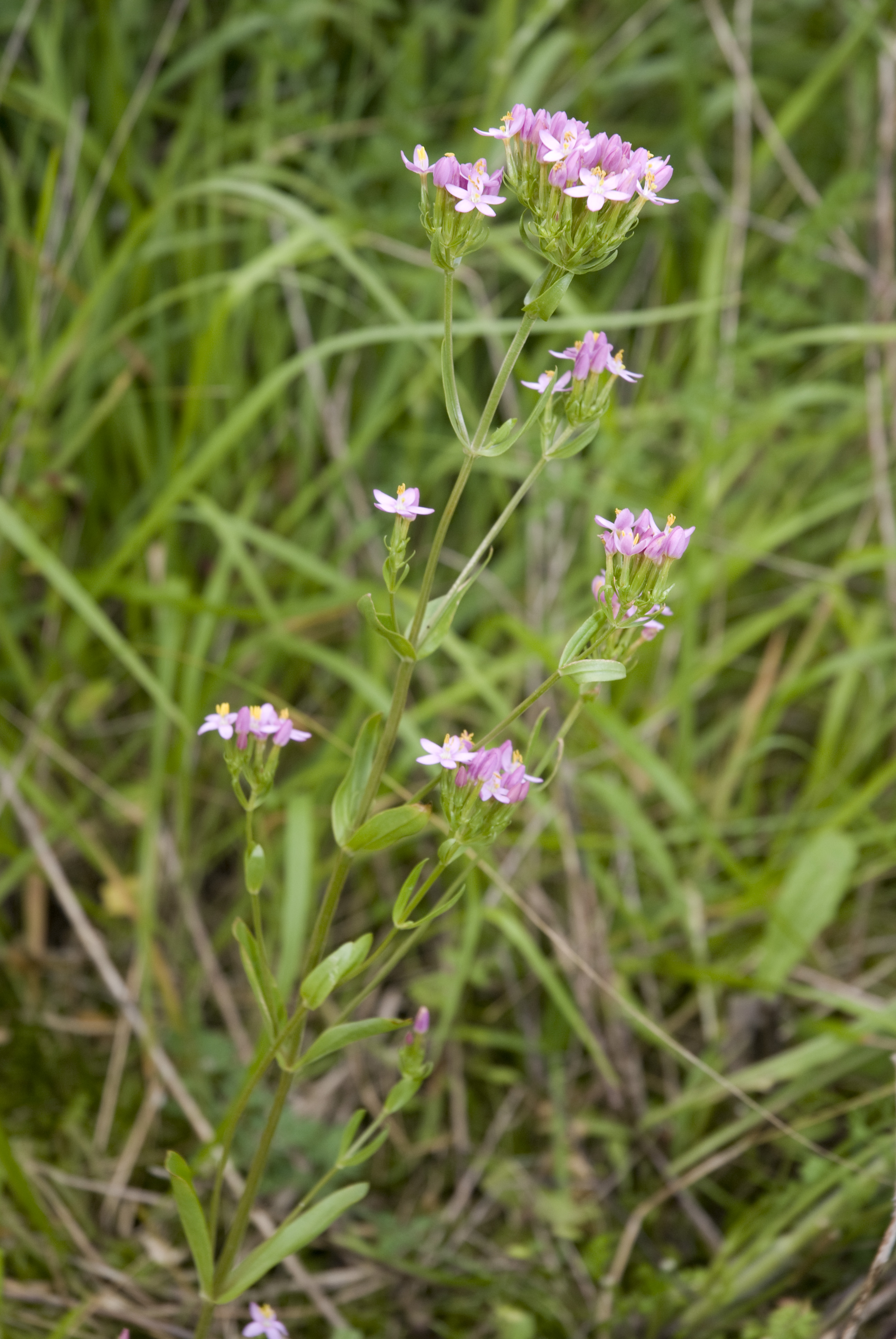
En su hábitat

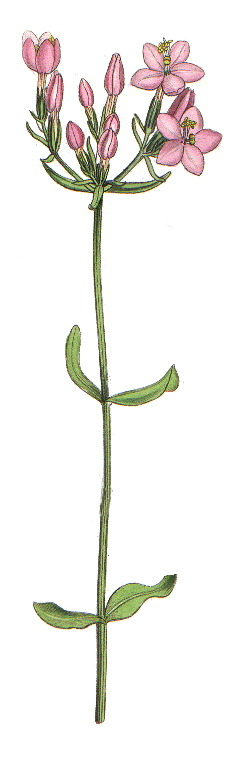
Ilustración

## Descripción
Es una hierba anual o bianual de tallo erguido de entre 10 a 50 cm y con numerosas ramas.
Tiene hojas de color verde pálido, lisas y con bordes enteros. Su flor contiene la mayor concentración de sus principios amargos y se abren en cinco pétalos rojizos o rosados de unos 8 mm.
Los frutos en forma de cápsula, contienen semillas muy pequeñas.

## Historia
Las gentes de la antigüedad ya la conocían y utilizaban. Se la cita en algunos textos de Virgilio y de Lutecio, donde ya se mencionaba su sabor muy amargo por lo que, en esos años se la conocía como hiel de la tierra.
Sin embargo, el nombre con el que hoy se la conoce proviene del griego kentaureios y se refiere al centauro, ser mitológico mitad hombre y mitad caballo.
Los egipcios la usaban para tratar la hipertensión. Y en textos del siglo V aparece mencionada por sus valores como purgante, curar heridas y lavar los ojos.
A fines del siglo XIX se la usó en polvos (Polvos Portland) para tratar de curar la gota.

## Usos
Su sabor es muy amargo debido a la presencia de sustancias como iridoides, flavonoides y xantonas, en su composición.
Es un tónico amargo, estomático, utilizado generalmente para combatir la pérdida de apetito. Muy útil también contra la alopecia, contra los parásitos y la diarrea.
Se puede utilizar en modo externo para evitar las infecciones de heridas, curar picaduras de víboras y otros animales ponzoñosos. Muchos medicamentos autorizados la incluyen.
Actualmente se usa en cosmética para teñir el cabello de amarillo brillante, con una duración apreciable. 
La industria la ha incluido en la elaboración de vinos, licores y bebidas amargas.
Principios activos: Heterósidos amargos (secoiridoides): centapicrina, swerciamarina, eswerósido, genciopicrósido, centaurósido. Trazas de flavonoides, ácidos fenol-carboxílicos. Trazas de alcaloides: gencianina; sales potásicas y magnésicas, taninos.
Indicaciones: es aperitivo, por su principio amargo puro; eupéptico, estimulante de las secreciones digestivas (estomacal), hepatobiliares y pancreáticas, carminativo, diurético, hipoglucemiante, antiséptico, antipirético y antitusivo. Como casi todos los amargos puros se considera estimulante de las defensas naturales. A nivel externo es antiinflamatorio y vulnerario (cicatrizante, antiséptico). Febrífugo, depurativo, emenagogo, colagogo, antidisentérico, vermífugo, detersivo. Indicado para inapetencia, dispepsias hiposecretoras, meteorismo, disquinesia hepatobiliar. Gripe, resfriados. Diabetes, reumatismo, gota, hipercolesteremia. En uso externo: blefaroconjuntivitis, limpieza y desinfección de heridas y ulceraciones dérmicas.
Contraindicado con el embarazo (alcaloides), lactancia (alcaloides, principios amargos). Dispepsias hipersecretoras, gastritis, ulcus gastroduodenal (taninos, principios amargos).
Se usan las sumidades floridas. Infusión uso interno: 30 g/l, infundir 10 minutos. Tres tazas al día, media hora antes de las comidas, endulzadas con miel. Para paliar el efecto irritante sobre la mucosa gástrica, se puede asociar a drogas demulcentes, como la raíz de malvavisco). Su intensa amaritud se puede enmascarar en parte si se combina con corteza de naranja amarga. Infusión uso externo: 30 a 50 g/l, infundir 10 minutos. Aplicar en forma de colirios o lavados oculares (isotonizar). Decocción uso externo: 60 a 100 g/l, hervir 10 minutos. Aplicar en forma de lavados o compresas, sobre las heridas o úlceras dérmicas, también se usa popularmente en fricciones capilares, para combatir la alopecia.

## Formas de prepararla
- Para combatir parásitos: colocar 50 g de la hierba en un litro de agua y poner a hervir. Filtrar la preparación y tomar 3 tazas al día, endulzándolas con miel.

- Contra la diarrea: colocar 15 g de la hierba en una taza de agua hirviendo. Tomar esta infusión tres veces al día.

## Taxonomía
Centaurium erythraea fue descrita por Carl Gottlob Rafn y publicado en Danmarks og Holsteens Flora 2: 75–77. 1800.
Etimología
Centaurium: nombre genérico  que recibe su nombre por el centauro mitológico Quirón (que también da nombre a la tribu a que pertenece, Chironieae), afamado como herbalista y médico, puesto que son empleadas desde la época clásica como tónicos para las afecciones estomacales y hepáticas.
erythraea: epíteto latino que significa "rojizo".
Sinonimia
- Centaurium   minus  Garsault 1764
- Centaurium umbellatum Gilib. 1782
- Erythraea latifolia Sm.
- Centaurium latifolium (Sm.) Druce[5]
- Centaurium majus (Hoffmanns. & Link) Ronniger
- Centaurium minus sensu Moench
- Centaurium suffruticosum (Griseb.) Ronniger
- Centaurium turcicum (Velen.) Bornm.
- Erythraea boissieri Willk.
- Erythraea centaurium sensu auct.
- Erythraea divaricata Porta
- Erythraea fastuosa A.Caballero
- Erythraea grandiflora (Pers.) Biv.
- Erythraea major Hoffmanns. & Link
- Erythraea purpureo-lutea Davidov
- Erythraea turcica Velen.[6]

## Nombres comunes
- Castellano: aciano, amargosa, centaura, centaura menor, centaura menor roja, centaurea menor, centáurea menor, cintoria, cintoria de oro, eritrea, escobilla, genciana blanca, gota de sangre, hiel de la tierra, hiel del campo, hiel de tierra, hierba amargosa, hierba de guirón, hierba de la liebre, hierba pedorrera, lapicocho, sanginaria, santaura, siete sangrías, yel de la tierra, yerba amargosa, yerba margosa.[8]